# Acrolophus xylinella
Acrolophus xylinella är en fjärilsart som beskrevs av Walker 1863. Acrolophus xylinella ingår i släktet Acrolophus och familjen Acrolophidae. Inga underarter finns listade i Catalogue of Life.